# Кримінальна Росія
«Криміна́льна Росі́я. Сучасні хроніки» (рос. Криминальная Россия. Современные хроники) — документальний телесеріал, автором якого вважається американський продюсер Девід Гамбург.
Серіал є циклом документально-публіцистичних фільмів, що розповідають про найгучніші кримінальні справи у сучасній Росії. Кожний фільм — це завершена історія про конкретний злочин. У серіалі використано реальні матеріали ФСБ, МВС, Прокуратури та митної служби Росії. Певні моменти слідства дознімалися при підготовці фільму. Головні герої серіалу — співробітники правоохоронних органів, від яких глядач безпосередньо отримує інформації про хід слідства.
Режисери: Ігор Вознесенський, Марк Авербух, Андрій Карпенко та інші.
Оператори: Марк Авербух, Ігор Вознесенський та інші.
Голоса: Олександр Клюквин;
Сергій Полянський.
Композитор: Ігор Назарук.
Серіал транслювався на НТВ, ТВІ, п'ятому та Першому каналах.

## Нагороди
Серіал тричі номінувався на національну телевізійну премію «ТЭФИ» у категоріях «Найкращий серіал» та «Продюсерська робота»